# Gustavo Ioschpe
Gustavo Ioschpe (Porto Alegre, 1977) é um economista com graduação em Ciência política e em Administração estratégica pela Wharton School, na Universidade da Pensilvânia, e mestrado em Economia internacional e Desenvolvimento econômico, pela Universidade Yale, nos Estados Unidos da América.
Foi um dos mais jovens colunistas do jornal Folha de S.Paulo, entre 1996 e 2000, e foi colaborador da revista Veja de 2006 a 2015. Foi colaborador do Yale Daily News, da revista Educação e de outros veículos, como as revistas República, Bravo! e Carta Capital.  É autor do livro A ignorância custa um mundo, ganhador do Prêmio Jabuti de 2005. Nesse livro e em seus artigos para a imprensa, Ioschpe aborda a temática da educação brasileira através da economia da educação (Education Economics), área da economia pouco conhecida no Brasil. A economia da educação é composta por dois campos de estudo: entender a relação entre a educação e variáveis econômicas como crescimento econômico e distribuição de renda, e também utilizar as ferramentas da economia, especialmente a econometria, para medir de maneira rigorosa e quantitativa o impacto de diversas variáveis (como renda e nível educacional dos pais dos alunos; salário, educação e práticas de sala de aula dos professores; infra-estrutura e outros fatores da escola) sobre os resultados da educação, especialmente a aprendizagem de alunos.
Ioschpe participa de algumas das mais importantes organizações não-governamentais brasileiras ligadas à área da educação. É membro fundador do Compromisso Todos pela Educação e membro dos Conselhos do Instituto Ayrton Senna, Instituto Ecofuturo (Grupo Suzano), Fundação Iochpe e Fundação Padre Anchieta, mantenedora da TV Cultura. Como palestrante, atua no Brasil e no exterior, já tendo proferido palestras em outros países da América Latina e na sede da Unesco, em Paris. Prestou consultoria para o Ministério da Educação sobre financiamento da educação e participou de audiência na Comissão de Educação da Câmara dos Deputados.
Em maio de 2011, foi o especialista em educação convidado para acompanhar a "Blitz da Educação" do JN no Ar, série de 5 programas do Jornal Nacional que visitou 10 escolas em cinco municípios diferentes.
Além da atuação como economista, Ioschpe também é presidente e fundador do grupo G7 Investimentos, que atua na área de produção de conteúdo. Sua empresa mais conhecida é a G7 Cinema, que produz documentários sobre clubes de futebol, dentre eles "Gigante - Como o Inter Conquistou o Mundo" (sobre o S.C. Internacional), "Inacreditável - A batalha dos Aflitos"`(Grêmio), "Fiel" (Corinthians), e "Soberano - Seis Vezes São Paulo" (São Paulo Futebol Clube), entre outros. Seu filme mais recente, "Absoluto - Internacional, Bicampeão da América", entrou para o Guinness Book of Records, quebrando o recorde mundial de número de pessoas em uma sessão de cinema, com mais de 27 mil espectadores em evento de 7 de dezembro de 2010.
Ioschpe é membro do Conselho de Administração do Grupo RBS, afiliada da TV Globo para o Sul do país, e da Iochpe-Maxion, em que substituiu seu pai, Daniel Ioschpe, falecido em  2007.